# Kristján Jóhannsson
Kristján Jóhannsson (Akureyri, 24 maggio 1948) è un tenore islandese.

## Biografia
Kristján Jóhannsson ha iniziato i suoi studi musicali nella sua città natale. È venuto in seguito Italia per perfezionarsi, frequentando il Conservatorio Giuseppe Nicolini di Piacenza, prendendo lezioni da Ferruccio Tagliavini e successivamente con Campogalliani.
Nel 1980 Kristjan Johannsson ha debuttato ad Osimo, al Teatro Piccolo la Fenice con Il tabarro e Gianni Schicchi di Giacomo Puccini.
Nel 1981 è Rodolfo ne "La bohème" di Puccini a Reykjavík.
Nel 1988 debutta al Teatro alla Scala di Milano nel ruolo di Jacopo Foscari nella replica del di "I due Foscari" di Giuseppe Verdi e nello stesso anno alla Scala è Steuermann nella replica di "Der fliegende Holländer" di Richard Wagner e nel 1989 è Maurizio in Adriana Lecouvreur.
Nel 1989 ha fatto il suo debutto a Chicago in Tosca e vi è tornato per Mefistofele, Turandot, Aida, Un ballo in maschera, Andrea Chenier, Il Tabarro.
Nel 1990 è Manrique nella ripresa del Teatro Regio di Parma di "Le trouvère" ("Il trovatore") di Verdi.
Nel 1991 è Calaf in Turandot all'Arena di Verona, Maurizio in Adriana Lecouvreur al Teatro alla Scala di Milano e Mario Cavaradossi nella ripresa nel Teatro Verdi (Firenze) di Tosca (opera) di Giacomo Puccini diretto da Zubin Mehta con Maria Guleghina.
Nel 1992 è Andrea Chenier al Teatro Comunale di Firenze, Radames in Aida all'Arena di Verona e Cavaradossi in Tosca con Ghena Dimitrova al Teatro dell'Opera di Roma.
Nella stagione 1992/1993 è Cavaradossi della Tosca al Wiener Staatsoper. In questo teatro ha preso parte a trentasette rappresentazioni, fino al 2001, interpretando anche: Radames in Aida, Andrea Chénier, Turiddu in Cavalleria rusticana, Manrico ne Il trovatore, Renato Des Grieux in Manon Lescaut, Otello e Kalaf in Turandot.
Nel 1993 è Manrico nella ripresa del Metropolitan Opera House di New York di Il trovatore di Verdi. Complessivamente il tenore ha eseguito quarantacinque rappresentazioni al Metropolitan fino al 1999 interpretando anche le seguenti opere: Cavalleria Rusticana, Aida, Un ballo in maschera, Turandot e Tosca. 
Sempre nel 1993 è Turiddu in Cavalleria rusticana nella Sala Tripcovich del Teatro Verdi (Trieste) e nell'Arena di Verona dove interpreta anche Radames nell'Aida.
Nel 1994 è Radames nell'Aida al Royal Opera House di Londra.
Nel 1995 è Radames in Aida all'Arena di Verona.
Nel 1996 canta nell'Otello al Teatro Comunale di Bologna.
Nel 1997 è Manrico ne Il trovatore a Bilbao.
Nel 1998 è Des Grieux nella Manon Lescaut al Teatro alla Scala di Milano.
Nel 2001 è Davide in Davide re di Alberico Vitalini a Palermo in prima esecuzione assoluta e Radames in Aida all'Arena di Verona.
Nel 2007 all'Opera di Roma è Tamburmaggiore nel Wozzeck e canta in Salomè (opera) di Richard Strauss.

## Discografia (selezione)
- Giuseppe Verdi - Aida (Maria Chiara, Dolora Zajick, Juan Pons - Orchestra e Coro dell'Arena di Verona, Nello Santi - DVD, 1992)
- Giacomo Puccini - Turandot (Grace Bumbry, Ileana Cotrubaș, - Orchestra e Coro dell'Arena di Verona, Daniel Nazareth - CD, 1991)
- Camille Saint-Saëns - Samson et Dalila (Orchestra e Coro La Fenice di Venezia, Isaac Karabtchevsky - Mondo Musica, 1999)